# Каган, Матвей Исаевич
Матвей Исаевич (Мо́рдух-Ни́сон За́лманович) Каган (1889, село Пятницкое, Псковская губерния — 26 декабря 1937, Москва) — российский, советский философ

, эстетик, культурфилософ.

## Биография
В годовалом возрасте переехал с родителями в Невель. С 3 до 15 лет учился в хедере и одновременно — в талмуд-торе, народном училище (1 год), городском училище и ремесленном классе (оба окончил в 1905 году); к 9 годам освоил русский язык.
В 1904 году вошёл в ученическую группу РСДРП; в 1905 году был арестован на собрании-«сходке» Невельской организации РСДРП, освобождён по амнистии 18 октября 1905. С января 1906 года переехал в Смоленск, до 1908 работал пропагандистом Смоленского комитета РСДРП. В 1909 году сдал экзамен на аттестат зрелости при Испытательной комиссии Петербургского учебного округа.
С 1910 года учился на философском факультете Лейпцигского университета (6 семестров), затем в Берлинском (1 семестр) и Марбургском университетах у Германа Когена, Эрнста Кассирера, Наторпа.
В 1914 году был интернирован как подданный страны, воевавшей с Германией, находился под арестом в течение 2 месяцев. В 1915 году переехал в Берлин, преподавал математику.
Летом 1918 года вернулся в Россию — в Петроград, а затем в Невель. В Невеле преподавал в единой трудовой школе, еврейских школах, организовал одногодичные курсы для подготовки учителей еврейских школ. Член «Невельского кружка»; общался с М. М. Бахтиным, А. Ф. Лосевым, М. В. Юдиной.
В 1918—1923 годы периодически читал курсы в Еврейских университетах Москвы и Петрограда, в Пролетарском университете (Витебск, 1919). В 1920—1922 годы жил в Орле, преподавал в Орловском университете. С 1922 года — научный сотрудник Государственной Академии художественных наук (Москва). В 1922—1924 годы работал в учреждениях Наркомпроса, преподавал в еврейском детском доме в Малаховке (Московская область).
С 1924 года работал в Энергетическом институте АН СССР; составитель и редактор Атласа энергоресурсов СССР. Умер в Москве в 1937 году от стенокардии.

### Семья
- Жена — Софья (Сарра) Исааковна (12.7.1902, Германия — 1994, Москва)[4][8].
  - Дочь — Юдифь (10.12.1924 — 31.8.2000, Москва)[4], переводчица, ученица и помощница А. Ф. Лосева[16].

## Научная деятельность
Первая работа — «Vom Gang der Geschichte» («О ходе истории», 1915—1916) не была напечатана при жизни. В 1918 года завершил большую статью «О личности в социологии». Эта работа — первая часть большого монографического труда, включающего в себя статьи «Как возможна история» (1919), «О ходе истории» (1920). В этих работах — размышления Кагана о философии истории.

### Избранные труды
- Versuch einer systematischen Beurteilung der Religion // Archiv für systematische Philosophie. — 1915. — Bd. 22.
- Как возможна история // Записки Орловского Гос. университета. — 1921. — Вып. 1.
- Герман Коген // Научные Известия Академического Центра Наркомпроса РСФСР. — М., 1922. — Сб. 2.
- О пушкинских поэмах // В мире Пушкина: Сб. статей. — М.
- Еврейство в кризисе культуры // Минувшее: Исторический альманах. — СПб., 1990. — Т. 6.
- О ходе истории // Архэ: Культурологический ежегодник. — Кемерово, 1993. — Вып. 1.
- Два устремления искусства // Философские науки. — 1995. — № 1.
- Пауль Наторп и кризис культуры // Диалог. Карнавал. Хронотоп. — Витебск, 1995. — № 1.
- О ходе истории. — М., 2004. — 704 с.

## Адреса
- Невель, Зелёная улица, д. № 5[12] (до 1905).
- Москва, Остоженка, Молочный пер., д. 9 кв. 4[10].